# Gymnocorymbus
Gymnocorymbus – rodzaj słodkowodnych ryb kąsaczokształtnych z rodziny kąsaczowatych (Characidae).

## Występowanie
Ameryka Południowa.

## Charakterystyka
Wysokie, bocznie ścieśnione ciało o długości 5–6 cm.

## Klasyfikacja
Gatunki zaliczane do tego rodzaju:
- Gymnocorymbus bondi
- Gymnocorymbus ternetzi – żałobniczka zwyczajna[3], żałobniczka[4], czarna tetra[5]
- Gymnocorymbus thayeri – żałobniczka Thayera[6]

Gatunkiem typowym jest Gymnocorymbus thayeri.